# One More Time with Feeling
One More Time with Feeling è un documentario del 2016 diretto da Andrew Dominik. 

## Antefatto
Il figlio quindicenne di Nick Cave, Arthur, morì accidentalmente dopo essere caduto accidentalmente dalla scogliera di Ovingdean Gap presso Brighton, in Inghilterra, nel luglio 2015. Al momento della morte di Arthur, Cave era nel mezzo delle sessioni di registrazione di Skeleton Tree, il sedicesimo album in studio di Nick Cave and the Bad Seeds.

## Contenuto
One More Time with Feeling documenta il processo finale di produzione di Skeleton Tree, nei giorni che seguirono la morte del figlio di Nick Cave, Arthur. Il film comprende 35 minuti in cui Nick Cave and the Bad Seeds si esibiscono agli Air Studios di Londra agli inizi del 2016, durante le sessioni finali di registrazione dell'album, oltre a interviste del regista Andrew Dominik con Cave, il musicista del complesso Warren Ellis e la moglie di Cave Susie Bick. Il film presenta anche in più punti una "narrazione intermittente e riflessioni improvvisate" da parte di Cave.

## Produzione
La produzione principale di One More Time with Feeling iniziò nel febbraio 2016, e l'intero film fu girato nel corso di 10 giorni con una troupe di sette persone. Il film fu girato sia in bianco e nero e a colori, in 2D e in 3D, con due tecnici specialisti del 3D. Dominik in origine pensava di girare un film "basato concettualmente sull'esibizione", ma lo trasformò in "qualcosa di molto più significativo" quando iniziò a condurre delle interviste durante le riprese. La decisione di condurre le interviste e introdurre elementi non musicali fu "completamente improvvisata" da Dominik durante la produzione principale. Le interviste con Nick Cave e Susie Bick furono filmate a Londra e a Brighton.
Dominik e Cave avevano un accordo secondo il quale Dominik poteva riprendere Cave in ogni momento e fargli qualsiasi domanda, alla condizione che "se ci fosse stata qualcosa che [Cave] non avesse gradito, l'avrebbe fatta rimuovere". Alcune scene "emozionali" furono modificate a causa dei dubbi di Dominik su come gestire l'argomento, e per paura che potessero prestarsi ad accuse di strumentalizzazione. Le parti in cui compaiono la narrazione di Cave e la sua voce fuori campo furono registrate col suo iPhone dopo la fine delle riprese. Diverse ore delle sue registrazioni personali furono mandate a Dominik tramite Dropbox; questi le modificò e "costruì delle sequenze attraverso dei loro brani".
Cave stesso commissionò e finanziò One More Time with Feeling, per cercare di evitare di concedere ai media delle interviste su Skeleton Tree e la morte di suo figlio. Secondo Dominik, Cave nopn si aspettava di averci un guadagno economico e "la sua migliore speranza era di pareggiare il conto."
Il titolo del film fu tratto dai versi di Magneto, una canzone di Skeleton Tree.

## Distribuzione
One More Time with Feeling fu proiettato alla 73ª Mostra internazionale d'arte cinematografica di Venezia il 5 settembre 2016. Fu distribuito 850 sale in tutto il mondo l'8 settembre, il giorno prima che Nick Cave and the Bad Seeds facessero uscire Skeleton Tree. Pensato inizialmente come un evento in una sola serata, su richiesta, in alcuni luoghi si fecero delle proiezioni aggiuntive fino all'11 settembre.
Il 2 agosto era uscito un trailer sia per il film che per l'album.

## Accoglienza

### Critica
One More Time with Feeling ricevette un apprezzamento critico generalizzato. Su Rotten Tomatoes, il film ha un tasso d'approvazione del 100% sulla base di 26 recensioni, con un voto medio di 9,0/10. Su Metacritic, che assegna un punteggio normalizzato a 100 alle recensioni di critici professionisti, il film ha ricevuto un punteggio medio di 92, sulla base di 14 recensioni, cosa che indica "apprezzamento universale".

### Pubblico
One More Time with Feeling incassò 343 000 sterline nel Regno Unito e 1,7 milioni di dollari in tutto il mondo.